# Leptodactylus flavopictus
Leptodactylus flavopictus är en groddjursart som beskrevs av Lutz 1926. Leptodactylus flavopictus ingår i släktet Leptodactylus och familjen tandpaddor. IUCN kategoriserar arten globalt som livskraftig. Inga underarter finns listade i Catalogue of Life.